# فينوس النائمة (جورجوني)
فينوس النائمة هي لوحة تُنسب تقليدياً إلى رسام عصر النهضة الإيطالي جورجوني، على الرغم من أنه كان يُعتقد منذ فترة طويلة أن تيتيان أكملها بعد وفاة جورجوني في عام 1510.